# Tânia Maria

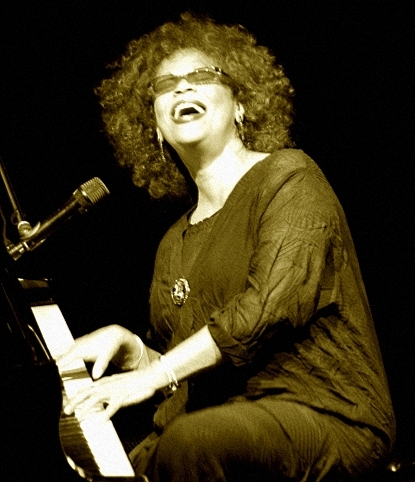
Tânia Maria

Tânia Maria Correa Reis (* 9. Mai 1948 in São Luís, Brasilien), bekannt als Tânia Maria, ist eine Jazzsängerin, Pianistin und Songschreiberin.

## Leben und Wirken
Tânia Maria lernte mit sieben Jahren Klavierspielen und gewann dreizehnjährig mit einer Schulband ihren ersten Preis. Sie studierte Jura und Romanistik und schließlich Klavierspiel in Brasília. 1971 veröffentlichte sie ihr erstes Album. Mitte der 1970er-Jahre lebte sie längere Zeit in Frankreich und trat in mehreren Ländern auf. Auf Empfehlung von Charlie Byrd, der von ihrem Klavierspiel begeistert war, erhielt sie einen Plattenvertrag von Concord Records. 1981 ließ sie sich in New York nieder. Einen kommerziellen Durchbruch erzielte sie 1984 mit ihrem Album Come with Me, für das sie eine Grammynominierung erhielt. Sie veröffentlichte mehr als 25 Alben und war regelmäßiger Gast auf internationalen Jazzfestivals, so trat sie mehrfach auf dem Monterey Jazz Festival oder auf dem Montreux Jazz Festival auf.
In ihren Stücken verbindet sie brasilianische Musik mit Jazz und Pop, „wobei sich ihre warme, soulige Altstimme und ihr perkussives Klavierspiel akzentuiert ergänzen“. Sie ist auch mit anderen Musikern wie Michel Petrucciani und Gruppen wie Mondo Grosso aufgetreten.

## Ausgewählte Veröffentlichungen
| Jahr | Titel                                                         | Genre          | Label             |
| ---- | ------------------------------------------------------------- | -------------- | ----------------- |
| 2011 | Tempo (featuring Eddie Gomez)                                 | Brazilian Jazz | naïve             |
| 2007 | Viva Brasil, Vol. 2 (Wiederveröffentlichung)                  | Brazilian Jazz | Sunny Side        |
| 2005 | Brazil with My Soul                                           | Brazilian Jazz | Universal         |
| 2005 | Intimidade                                                    | Brazilian Jazz | Blue Note         |
| 2005 | Tania Maria in Copenhagen (mit Niels-Henning Ørsted Pedersen) | Brazilian Jazz | Stunt             |
| 2004 | Olha Quem Chega (Wiederveröffentlichung)                      | Brazilian Jazz | Import            |
| 2003 | Outrageously Wild                                             | Brazilian Jazz | Concord           |
| 2002 | Tania Maria Live at the Blue Note                             | Brazilian Jazz | Concord           |
| 2002 | Happiness                                                     | Brazilian Jazz | Recall Records UK |
| 2000 | viva brazil                                                   | Brazilian Jazz | New Note (Edel)   |
| 1997 | Europe                                                        | Brazilian Jazz | TKM               |
| 1996 | No Comment                                                    | Brazilian Jazz | TKM               |
| 1993 | The Best of Tania Maria                                       | Brazilian Jazz | Blue Note         |
| 1993 | Outrageous                                                    | Brazilian Jazz | Concord           |
| 1991 | Forbidden Colors                                              | Brazilian Jazz | Capitol           |
| 1991 | Lady from Brazil                                              | Brazilian Jazz | EMI               |
| 1990 | Bela Vista                                                    | Brazilian Jazz | Blue Note         |
| 1985 | Made in New York                                              | Brazilian Jazz | EMI               |
| 1984 | The Real Tania Maria: Wild!                                   | Brazilian Jazz | Concord           |
| 1983 | Love Explosion                                                | Brazilian Jazz | Concord           |
| 1982 | Come with Me                                                  | Brazilian Jazz | Concord           |
| 1981 | Taurus                                                        | Brazilian Jazz | Concord           |
| 1980 | Piquant                                                       | Brazilian Jazz | Concord           |
| 1971 | Olha Quem Chega                                               | Brazilian Jazz |                   |